# 櫻島線

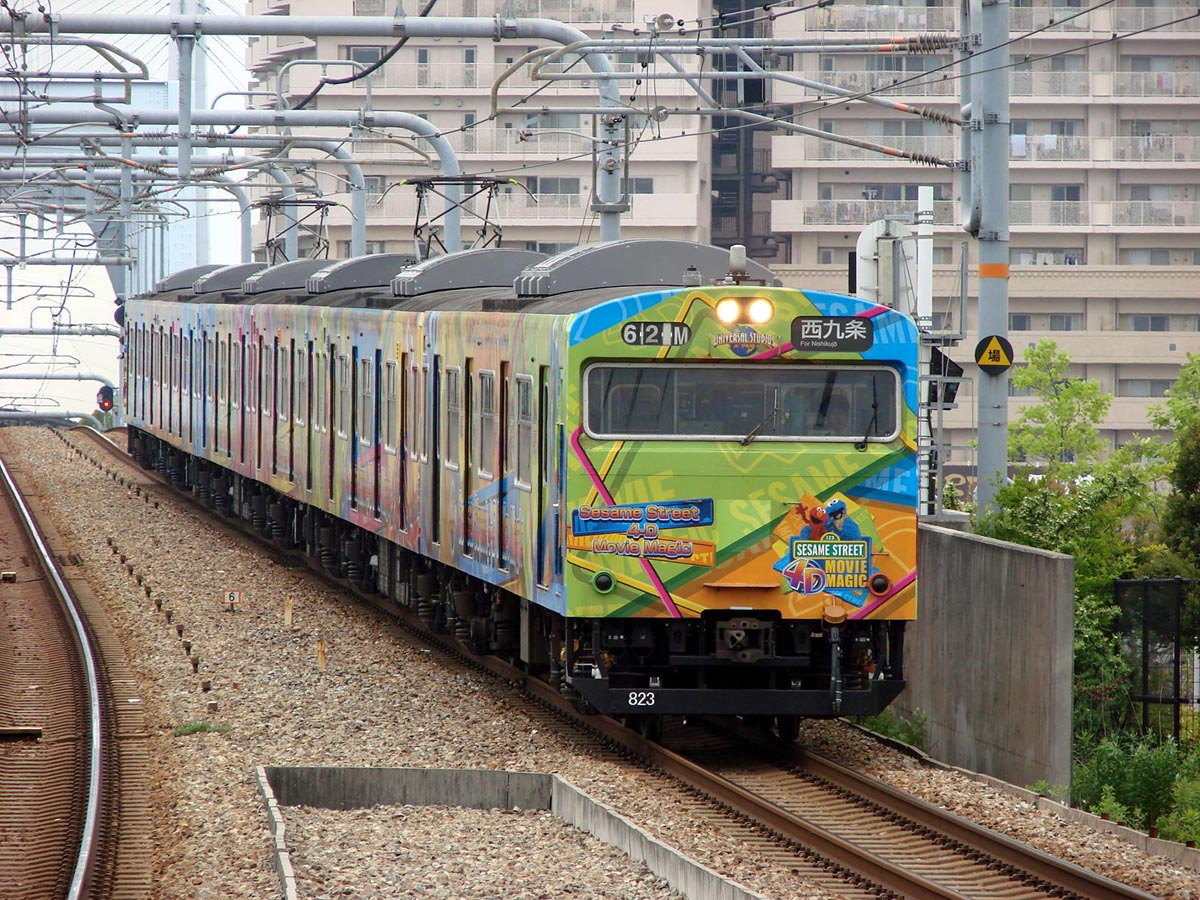
日本環球影城特殊塗裝的櫻島線普通列車，使用103系電聯車

櫻島線（日语：／ Sakurajima sen */?）是一條連結日本大阪府大阪市此花區的西九條與同區內櫻島的一條鐵路線，由西日本旅客鐵道（JR西日本）經營，屬JR路線分類中的幹線等級。2001年時，配合環球城的啟用，該路線也被賦予JR夢咲線（／ゆめさきせん JR Yumesaki sen）的暱稱並廣泛運用在包括廣播與標示牌等場合。
另外，此條目會一併記述櫻島線的前身西成線。

## 簡介
在早年櫻島線原本不是一條獨立的路線，而是西成鐵道在根據鐵道國有法被收購之後所設置的國鐵西成線之一部分。1961年時因為大阪環狀線全線通車，西九條 — 櫻島間的4.5公里長路線分離成為櫻島線。但除了沿線一些工廠工作人員的通勤用途與貨運列車通過之外，整條櫻島線在夜間多處於閒置狀態利用率極低，這現象一直到日本環球影城的設立才有了轉機。1999年到2001年間櫻島線進行改良工程以作為環球影城的主要交通動線，並在2001年時被賦予「JR夢咲線」這個由一般民眾票選而出的正式暱稱。
除了往返行駛於櫻島線西九條 — 櫻島之間的接駁列車外，櫻島線上大部分的普通列車都是與大阪環狀線直通運行，通過大阪、京橋等主要車站，駛抵天王寺再折返。
全線由JR西日本近畿統括本部管轄，根據旅客營業規則列入大都市近郊區間的「大阪近郊區間」與「電車特定區間」的「大阪環狀線內」與IC乘車卡「ICOCA」的近畿圈地域。

## 路線資料
- 路線距離（營業距離）：
  - 西日本旅客鐵道（第一種鐵道事業者）：
    - 西九條站－櫻島站間 4.1公里

  - 日本貨物鐵道（第二種鐵道事業者）：
    - 西九條站－安治川口站間（2.4公里）
- 軌距：1067毫米
- 站數：4個（包括起終點站）
  - 若只限屬於櫻島線的車站，排除屬於大阪環狀線的西九條站[3]則為3個。
- 複線路段：全線（但是，西九條站－環球城站間是單線並列（日语：単線並列#双単線））
- 電氣化路段：全線電氣化（直流1500V）
- 閉塞方式：自動閉塞式
- 保安裝置：ATS-P
- 運轉指令所（日语：運転指令所）：大阪綜合指令所（日语：大阪総合指令所）
- 列車運行管理系統（日语：列車運行管理システム）：大阪環狀、大和路線運行管理系統（日语：アーバンネットワーク運行管理システム）（SUNTRAS）

## 車站列表
- ◆：貨物處理站
- 所有車站都位於大阪府大阪市此花區，屬於特定都區市內制度下「大阪市內」地域。另外，旅客業務上西九條站、環球城站是JR西日本直營站，安治川口站、櫻島站是JR西日本交通服務的業務委託站。
- 定期旅客列車所有列車都是普通列車（停靠所有車站）
- 車站編號自2018年3月起引入[4]

| 車站編號 | 中文站名  | 日文站名 | 英文站名 | 站間營業距離 | 累計營業距離 | 接續路線                                              |
| -------- | --------- | -------- | -------- | ------------ | ------------ | ----------------------------------------------------- |
| JR-P14   | 西九條    |          |          | -            | 0.0          | 西日本旅客鐵道： 大阪環狀線 阪神電氣鐵道： 阪神難波線 |
| JR-P15   | 安治川口◆ |          |          | 2.4          | 2.4          |                                                       |
| JR-P16   | 環球城    |          |          | 0.8          | 3.2          |                                                       |
| JR-P17   | 櫻島      |          |          | 0.9          | 4.1          |                                                       |

### 廢除路段
（）內是起點起計的營業距離
貨物支線
安治川口站（0.0）－大阪北港站（3.4）

## 外部連結
- JR西日本路線圖 （页面存档备份，存于）